# F. Lee Bailey
Francis Lee Bailey, Jr., född 10 juni 1933 i Waltham i Massachusetts, död 3 juni 2021 i Atlanta i Georgia, var en amerikansk advokat och författare. Han är mest känd för att ha varit en av åtta försvarsadvokater som ingick i den advokatkonstellation som företrädde O.J. Simpson i en av modern tids mest uppmärksammade rättegångar rörande morden på Simpsons före detta fru Nicole Brown Simpson och hennes vän Ron Goldman, som knivmördades den 12 juni 1994 i Brentwood i Kalifornien. Amerikansk media namngav advokatkonstellationen The Dream Team på grund av att alla var stjärnadvokater och nationellt uppmärksammade. De försvarade Simpson framgångsrikt och han friades den 3 oktober 1995 när domare Lance Ito läste upp juryns beslut.
Bailey företrädde även andra klienter som bland annat Patty Hearst och kapten Ernest Medina.
Innan Bailey blev advokat, studerade han på Harvard College men hoppade av. Han tog istället värvning hos USA:s marinkår där han blev först officer och sen stridspilot. Bailey blev senare kvalificerad juridisk handläggare (paralegal) för hans skvadron, detta ledde till att han avlade en juristexamen vid Boston University School of Law efter sin tjänstgöring. Bailey var utesluten från de delstatliga advokatsamfunden i Florida, Maine och Massachusetts. Han skrev minst 16 böcker om det amerikanska rättsväsendet.